# Arruinarse
«Arruinarse» es una canción del grupo musical argentino Tan Biónica, siendo el segundo sencillo de su primer álbum de estudio Canciones del huracán. Esta canción, junto a otras como «Obsesionario en La Mayor», «Las cosas que pasan», «Ciudad mágica» y «La melodía de Dios», es una de las más reconocidas del grupo y contribuyó a expandir la fama del mismo tanto local como internacionalmente.

## Historia y descripción
Tras su lanzamiento, la canción fue muy bien recibida. Se la considera una de las canciones emblema del grupo, siendo una de las canciones más escuchadas de la banda, la canción más popular de Canciones del huracán y su primer hit, logrando sonar en todas las radios de Argentina.
En un directo a través de su canal de Twitch, Chano dijo lo siguiente sobre la canción:

«Una noche al estar internado, tuve un sueño. Y cuando tenés sueños que consumís ahí tenés que compartirlos. Este tema (Arruinarse) se llamaba "El mal sueño". No me dejaban estar solo porque decían que "un adicto solo con su cabeza es mala compañía". Entonces, cuando yo pensaba era como un espacio de libertad. "Y a veces, pienso, cuando me quedo solo, te extraño, te lloro, que lindo arruinarse con vos"»

## Video musical
El video musical de «Arruinarse» fue dirigido por Juan Chappa y Martín Deus. Fue grabado en distintos puntos de la ciudad de Buenos Aires y sobre la Costanera Norte, lugar donde el grupo interpreta el tema. Se puede ver a lo largo de la grabación a distintos hombres llorando, algo bastante novedoso para la época y que rompe con muchos estereotipos, mostrando a flor de piel la sensibilidad que también tienen los hombres y visibilizando como a pesar de los problemas siguen adelante con sus vidas.